# Lindow (Mark)
Lindow (Mark)  er en by i  landkreis
Ostprignitz-Ruppin i den tyske delstat Brandenburg. Den er administrationsby i  Amt Lindow (Mark).

## Geografi
Byen ligger ca. 60 km nord for Berlin i Naturpark Stechlin-Ruppiner Land i et skovområde på en landbro, omgivet af tre søer:  Wutzsee, Gudelacksee og  Vielitzsee.

## Inddeling
I bykommunen ligger ud over hovedbyen Lindow:
landsbyerne
Banzendorf, Hindenberg, Keller, Klosterheide, Schönberg (Mark)
bebyggelserne
Birkenfelde, Dampfmühle, Grünhof, Gühlen, Kramnitz, Kramnitzmühle, Rosenhof, Rudershof, Siedlung Werbellinsee, Sportschule Lindow, Wilhelmshöhe